# Villasexmir
Villasexmir község Spanyolországban, Valladolid tartományban. Villasexmir Torrelobatón, Bercero, San Salvador, Adalia és Barruelo del Valle községekkel határos. Lakosainak száma 67 fő (2024).

## Népesség
A település népessége az utóbbi években az alábbiak szerint változott:
| Lakosok száma | 121  | 111  | 103  | 93   | 89   | 83   | 79   | 75   | 72   | 67   |
|               | 2001 | 2004 | 2007 | 2009 | 2012 | 2014 | 2017 | 2019 | 2022 | 2024 |